# Personalized Uniform Resource Locator
Eine Personalized URL (PURL) ist eine personalisierte Internetadresse. Sie werden vor allem im Rahmen des Dialogmarketings genutzt.
PURLs werden sowohl im E-Mail-Marketing verwendet (PEM, personalisierte E-Mailings), für damit verknüpfte Landing Pages im Internet als auch in einer „Print-to-Online“-Mechanik im postalischen Direkt- und Dialogmarketing mithilfe von Briefsendungen, Werbefoldern oder Postkarten. Dabei ist dann jedes Druckwerk, welches per adressierter Post an einen Empfängerkreis versendet wird, entweder per Laser-Eindruck mit der personalisierten Internetadresse bedruckt oder ein per Digitaldruck erstelltes Unikat.
Durch die Nutzung der personalisierten URL wird dem Adressaten bei Aufruf keine standardisierte Landing Page gezeigt, sondern eine personalisierte Seite, auf dem z. B. die jeweilige Person persönlich mit Namen angesprochen wird oder die Inhalte auf die spezielle Branche, Funktion im Unternehmen oder sonstigen bekannten Daten angepasst wurde. In diesem Zusammenhang spricht man auch von einer personalisierten Landing Page oder einer personalisierten Microsite. Der Vorteil der PURL besteht darin, dass die angesprochene Person auf sie persönlich abgestimmte Informationen erhält, wodurch sich die Chancen steigern, dass sie sich länger mit den Inhalten der Webseite auseinandersetzt. 
Zur Umsetzung von PURL-Kampagnen bieten spezialisierte Dienstleister Plattformen an, mit denen man die Adressdaten automatisiert mit den entsprechenden personalisierten URLs ergänzen kann.
PURL-Marketing wird im deutschsprachigen Raum insbesondere von Zeitungsverlagen, Versicherungen, Telekommunikationsunternehmen und von Versandhändlern eingesetzt. Anbieter für PURL-Marketing sind vorwiegend Werbeagenturen, IT-Dienstleister und CRM-Spezialdienstleister.